# 普雷里城鎮區 (伊利諾伊州麥克多諾縣)
普雷里城鎮區（英語：Prairie City Township）是位於美國伊利諾伊州麥克多諾縣的一個行政鎮區。

## 地方資料
根據2010年美國人口普查的數據，普雷里城鎮區的面積為46.50平方千米，當中陸地面積為46.50平方千米，而水域面積為0.00平方千米。當地共有人口488人，而人口密度為每平方千米10.49人。